# Zračnopremična brigada Friuli
Zračnopremična brigada Friuli (italijansko Brigata Aeromobile "Friuli") je zračnopremična brigada Italijanske kopenske vojske; je edina vojaška enote te velikosti in specialnosti v sestavi kopenske vojske. Predstavlja osnovno italijansko enoto za mednarodne operacije in misije.

## Zgodovina
Brigada nadaljuje tradicijo naslednjih enot: Brigada Friuli (1884-1926), 20. pehotna divizija (1939-44), Bojna skupina Friuli (1944-45), Pehotna divizija Friuli (1945-60), Pehotna brigada Friuli (1960-75), Motorizirana brigada Friuli (1975-91) in Mehanizirana brigada Friuli (1991-2000).
Leta 2000 se je pričela reorganizacija mehanizirane brigade v zračnopremično; reorganizacija se je končala leta 2004.

## Struktura
Vsi polki so bataljonske moči.

## Pripadniki
Poveljniki
- brigadni general Giacomo Guarnera
- brigadni general Enzo Stefanini
- brigadni general Giangiacomo Calligaris
- brigadni general Francesco Arena
- brigadni general Luigi Francavilla
- brigadni general Filippo Camporesi